# Buche di ghiaccio

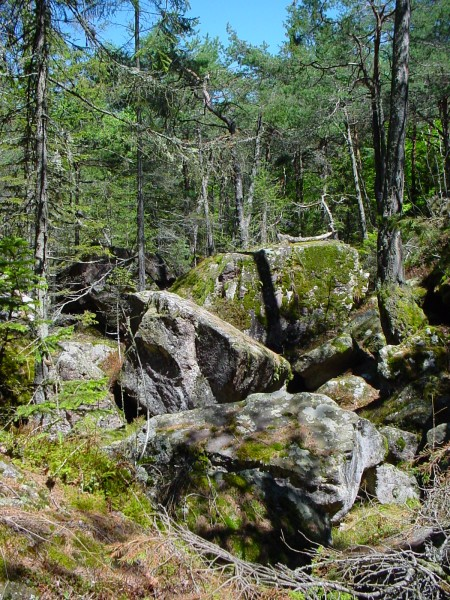
Le Buche di ghiaccio di Appiano, le Eislöcher

Le buche di ghiaccio o pozzi glaciali sono un fenomeno naturale rilevabile in alcune formazioni rocciose.
In presenza di fessure fra i macigni si possono verificare fenomeni di inversione termica. L'aria fredda è più pesante di quella calda e ristagna sul fondo di queste fessure. All'interno è spesso possibile osservare vere e proprie stalattiti di ghiaccio anche in estate.
Uno dei luoghi dove si può vedere questo fenomeno si trova nei pressi di Appiano (BZ) Nelle Buche di ghiaccio di Appiano, un'area decisamente ristretta, sono state contate fino a 600 specie vegetali diverse.
In altri luoghi, come in Valchiavenna o nella Svizzera italiana, prendono il nome di crotti.